# Aires Gomes da Silva
Aires Gomes da Silva ( ? - 24 de maio 1500) foi um militar português que comandou as tropas do Porto durante o período em que a rainha D. Leonor procura recuperar a regência do Reino de Portugal e incita a luta armada. 
Morreu em 24 de maio de 1500, numa armada de Pedro Álvares Cabral a caminho do Cabo da Boa Esperança, quando sua embarcação naufragou, com outras três, numa violenta tempestade.
Nasceu numa das famílias mais consideradas da Peninsula, tendo origem nos reis de Leão. O sobrenome se firmou na descendência de D. Paio Guterres da Silva, rico-homem, governador de muitas terras no reinado de D. Afonso VI de Leão (1065-1109). Aires Gomes da Silva era filho de Pero da Silva - por sua vez bastardo de João Gomes da Silva, alferes-mor de D. João I.